# Stora Köpingestenen
Stora Köpingestenen är en runsten som i dag är belägen sydöst om Stora Köpinge kyrka. Stenens ursprungliga plats är okänd. Stenen är av grå granit och är 1.55 m hög, 1.05 m bred och 0.29 m tjock. Stenen var känd redan av Ole Worm.
En translitterering av inskriften lyder:
: uristr : ouk : nukR : ouk : krusa : risþu : stin : þonsi : uft : aba : filaka : sin : trik : kuþan :
Transkribering till normaliserad fornvästnordiska:
Vreistr/Orrostr ok Nykr ok Krúsa reistu stein þenna ept Apa/Ebba, félaga sinn, dreng góðan.
Översättning till modern svenska:
Vreistr/Orrostr och Nykr och Krúsa reste denna sten efter Api/Ebbi, sin vän, en god man.